# 下盧比揚基
49°40′24″N 25°49′23″E / 49.67333°N 25.82306°E

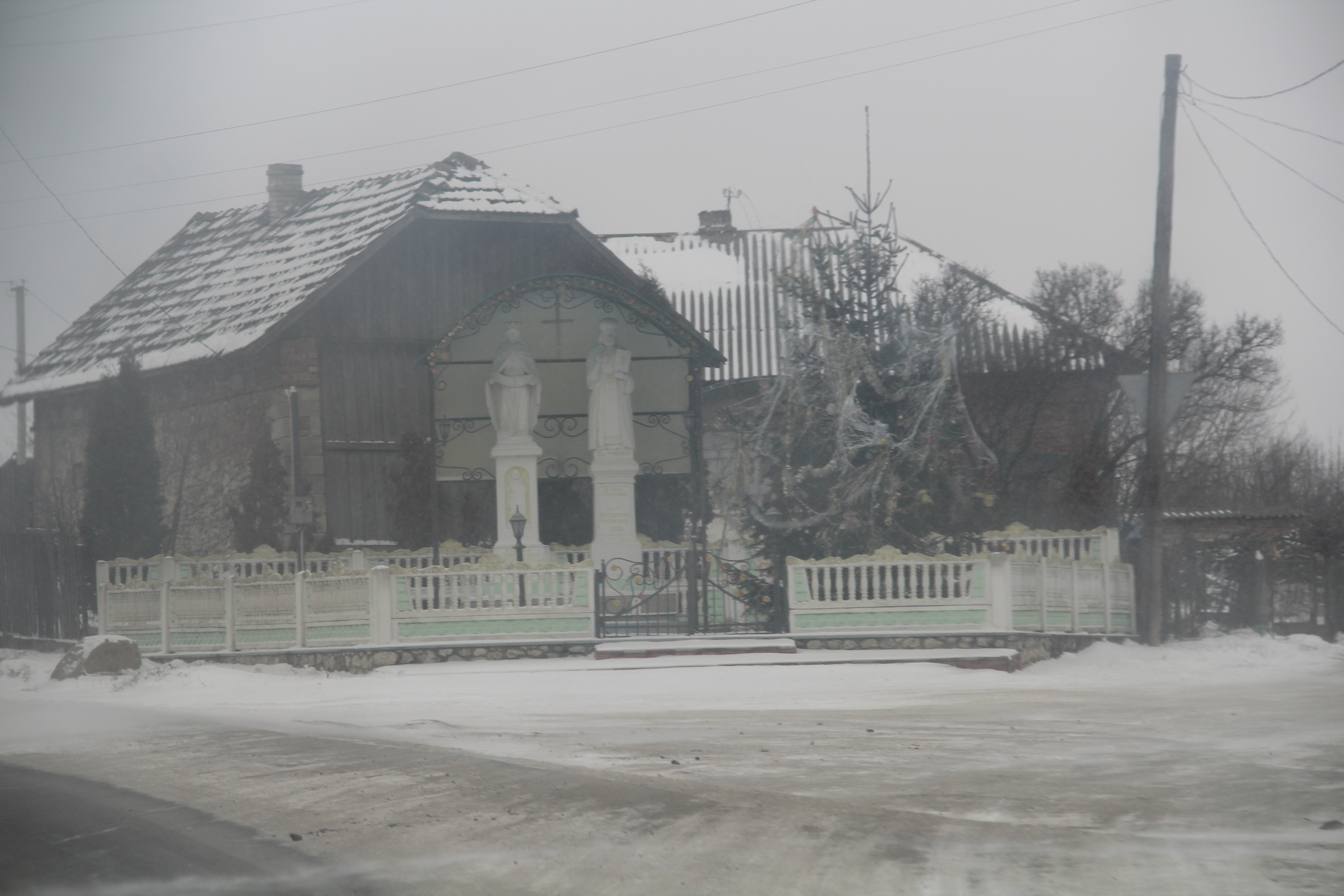

下盧比揚基（羅馬化：Nyzhchi Lubianky）是位於烏克蘭西部特諾皮爾州特諾皮爾區茲巴拉日市鎮的村莊，始建於1463年，面積1.84平方公里，人口1,600，人口密度每平方公里788.6人。